# 곰이와 송강이
곰이와 송강이는 김정은이 2018년 제3차 남북정상회담에서 문재인에게 선물한 풍산개로 대한민국의 소유이다. 곰이가 암컷이고 송강이가 수컷이다. 
9월 27일 곰이와 송강이는 판문점을 통해 남한으로 입경했다. 11월 9일 6마리를 출산하여 임신한 채로 남한에 온 것으로 추정되어, 새끼들도 국가 소유가 되어 지방자치단체에 분양되었다.
문재인 정부 임기 말인 2021년 12월 곰이는 문재인 당시 대통령이 소유한 마루와의 사이에서 새로 새끼 7마리를 낳았다. 6마리는 지방자치단체에 분양했고 1마리는 문재인 개인 소유가 되어 양산 사저로 갔다.
문재인은 대통령기록관측으로부터 국가 소유의 대통령 기록물인 풍산개들을 위탁해 키우고 있다가, 법적 제도적 미비에 따라 기록물로 분류되어 있기에 11월 8일 정부에 풍산개를 반환했다. 